# Police unique de chantier
En France, une police unique de chantier est un regroupement de garanties correspondant aux deux obligations d’assurances imposées par le système à double détente de la loi Spinetta : 

## Présentation
La garantie dommages-ouvrage au profit des propriétaires successifs de l’ouvrage, ainsi que les garanties des responsabilités décennales de l’ensemble des intervenants. 
Ce montage d’assurance, très pratiqué au cours des deux dernières décennies, avait vocation à simplifier le fonctionnement de la double détente. Aujourd’hui, les assureurs hésitent de plus en plus à accorder ce type de garantie qui a en effet l’inconvénient pour eux, d’interdire la dispersion des risques et de déresponsabiliser les assurés. 

## Voir également
- Assurance dommage ouvrage
- Assurance décennale